# Juan Barazi
Juan Barazi, född den 22 januari 1969 i Köpenhamn är en dansk racerförare och affärsman.